# 猪熊弦一郎
猪熊弦一郎（日语：／ Inokuma Genichirō，1902年12月14日—1993年5月17日）是一位日本西洋画家。

## 生平

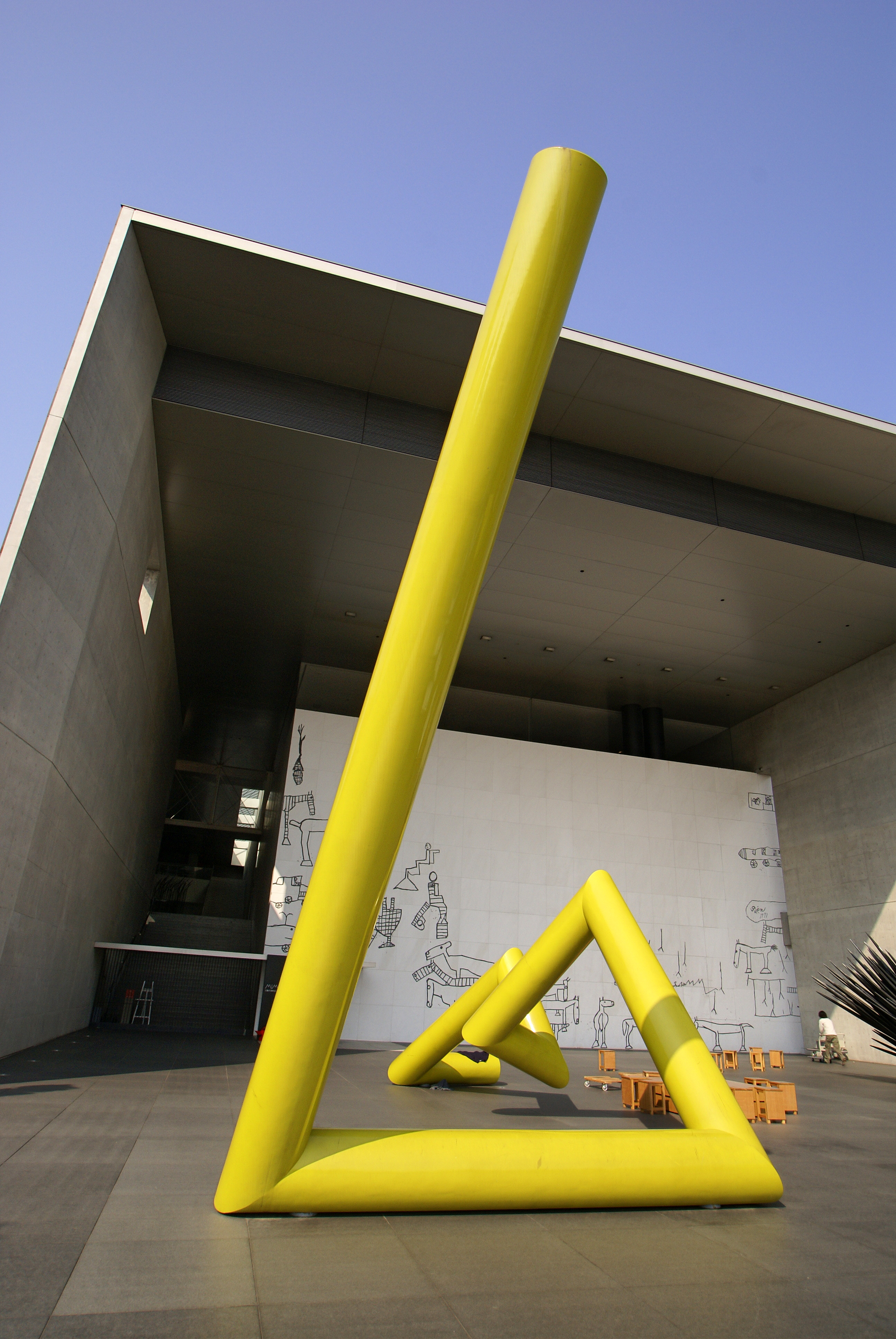
丸龟市猪熊弦一郎现代美术馆

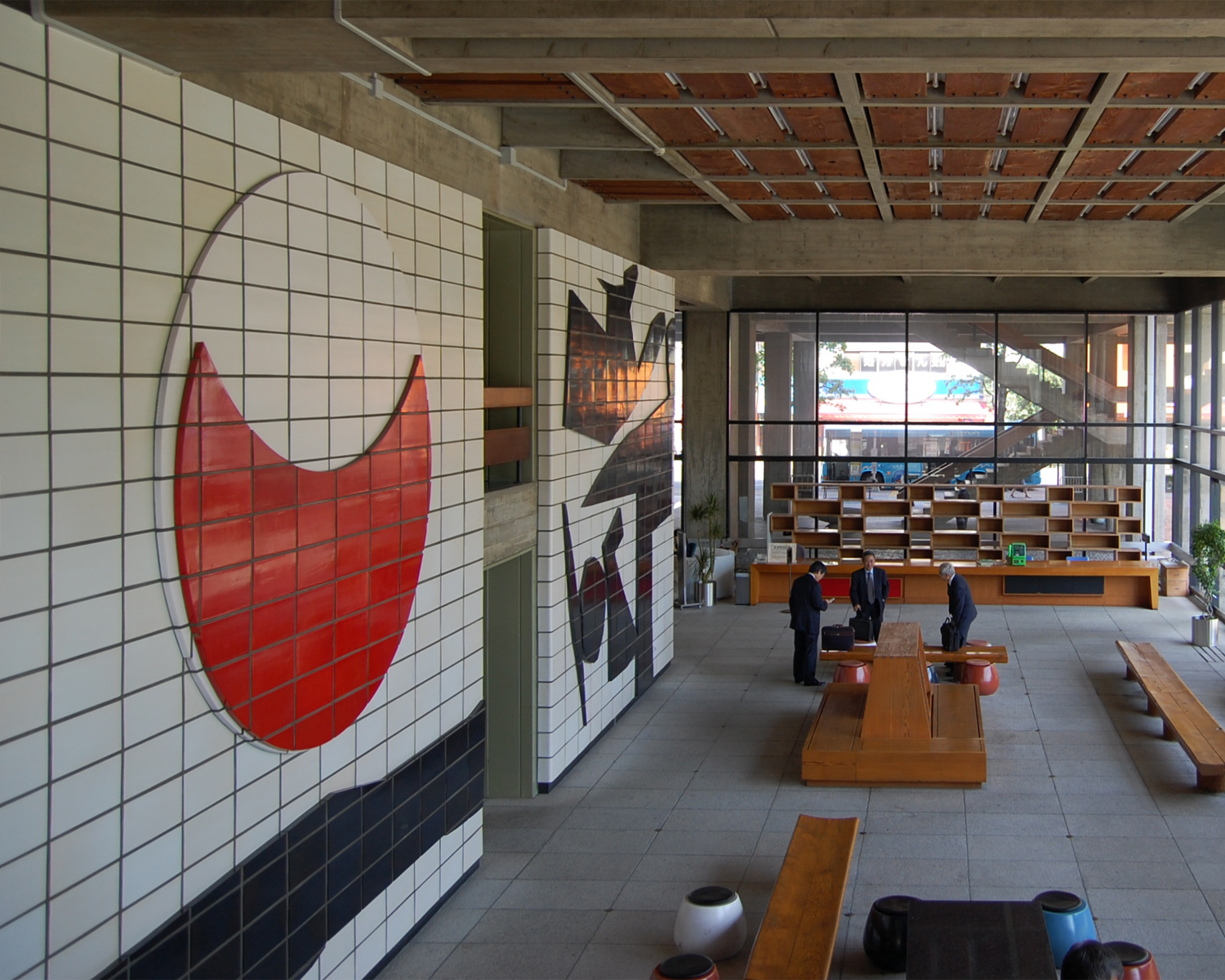
香川县庁内的画作

1902年出生于日本香川县高松市，1922年考入东京美术学校（现东京艺术大学）洋画系，师从藤岛武二。后来中途退学。1926年初次入选帝国美术院举行的展览会，1936年与其他八名画作组成美术家团体新制作协会，1938年前往法国向亨利·马蒂斯学习，1940年随着第二次世界大战爆发乘坐避难船回国。1941年被派遣到中国作随军画家，之后转移至菲律宾和缅甸。1950年为三越百货设计包装纸，1951年完成在上野站的壁画，1955年计划前往法国巴黎学习，中途停留纽约改变心意在纽约开画室，1975年离开纽约，定期在夏威夷和东京都之间绘画。1991年丸龟市猪熊弦一郎现代美术馆建成开馆，他将自己的画作陆续捐献给美术馆。
1993年5月17日在东京都逝世，享年90岁。

## 荣誉
- 1980年被授予勳三等瑞宝章
- 1991年被授予丸龟市荣誉市民